# Gonatocerus devikulamus
Gonatocerus devikulamus är en stekelart som beskrevs av Mani och Saraswat 1973. Gonatocerus devikulamus ingår i släktet Gonatocerus och familjen dvärgsteklar. Inga underarter finns listade i Catalogue of Life.